# Michel Procope-Couteaux
Pour les articles homonymes, voir Procope.
Michel Coltelli, plus connu sous le nom de Procope-Couteaux, est littérateur et médecin français né à Paris le 7 juillet 1684 et mort à Chaillot le 29 décembre 1753. Son père était un gentilhomme de Palerme, François Procope, qui le premier établit à Paris un café. 
De bonne heure, il montra une grande vivacité d’intelligence et fut élevé pour entrer dans les ordres; mais il renonça bientôt à suivre la carrière ecclésiastique, étudia la médecine et se fit recevoir docteur (1708). Fort disgracié de la nature au point de vue physique, laid et bossu, il sut néanmoins, à force d’esprit, de belle humeur, de complaisance, se faire bien venir des femmes qui contribuèrent beaucoup à sa réputation. 
Ayant épousé en secondes noces une très riche Anglaise, il put se livrer sans entraves à son goût pour la dépense, abandonner la pratique de son art et s’occuper beaucoup du théâtre, qu’il aimait avec passion. Après la mort de sa femme, il tomba dans la gêne et n’en continua pas moins à conserver jusqu’à sa mort son enjouement et sa gaieté. 

## Œuvres
On a de lui : Analyse du système de la trituration (Paris, 1712) ; Lettre sur la maladie du roi (1744) ; Discours sur les moyens d’établir une bonne intelligence entre les médecins et les chirurgiens ; l’Art de faire des garçons (Montpellier, 1748, 2 parties in-12), badinage agréablement écrit et que Millot a pris à tort au sérieux. Procope a composé, en outre, quelques comédies : Arlequin balourd, en cinq actes et en prose (Londres, 1719), l’Assemblée des comédiens, en un acte (1724), et collaboré aux Fées (1736) et à Pygmalion (1741) de Romagnesi, à la Gageure de Lagrange (1741), aux Deux Basiles (1743) de Guyot de Merville.

## Source
« Michel Procope-Couteaux », dans Pierre Larousse, Grand dictionnaire universel du XIXe siècle, Paris, Administration du grand dictionnaire universel, 15 vol., 1863-1890 [détail des éditions].